# سونی بیل ویلیامز
سونی بیل ویلیامز (انگلیسی: Sonny Bill Williams؛ زادهٔ ۳ اوت ۱۹۸۵) بوکسور و بازیکن راگبی ۱۵ نفره اهل نیوزیلند است.
وی همچنین در تیم‌های ملی راگبی هفت نفره و راگبی ۱۵ نفره نیوزیلند بازی کرده‌است.

سونی بیل ویلیامز (انگلیسی: Sonny Bill Williams؛ زادهٔ ۳ اوت ۱۹۸۵) ورزشکار حرفه‌ای نیوزیلندی است که در دو کد متفاوت راگبی، یعنی راگبی لیگ و راگبی اتحادیه، و همچنین در ورزش بوکس در سطح بین‌المللی رقابت کرده است. او به عنوان یکی از موفق‌ترین و قابل توجه‌ترین ورزشکاران دو رگه‌ی دنیا شناخته می‌شود و تنها بازیکنی است که توانسته است در هر دو رقابت جام جهانی راگبی (اتحادیه) و جام جهانی راگبی لیگ قهرمان شود.

## اوایل زندگی
سونی بیل ویلیامز در ۳ اوت ۱۹۸۵ در منطقهٔ مāngere شرقی در آوکلند، نیوزیلند از پدری ساموآیی و مادری اروپایی-نیوزیلندی به دنیا آمد.[۱] او در کودکی به ورزش‌های مختلفی از جمله راگبی و بوکس علاقه‌مند شد. در دوران دبیرستان، استعداد خارق‌العاده‌اش در راگبی لیگ آشکار گردید.

## حرفه راگبی

### راگبی لیگ (۲۰۰۴–۲۰۰۸، ۲۰۱۳–۲۰۱۴، ۲۰۲۰–۲۰۲۱)
ویلیامز حرفه‌ی خود را در راگبی لیگ و با باشگاه بولداگز کانتربری در لیگ ملی راگبی (NRL) آغاز کرد. او در سال ۲۰۰۴، در ۱۹ سالگی، به تیم اصلی بولداگز راه یافت و به سرعت به یکی از ستاره‌های لیگ تبدیل شد.[۲] او در سال ۲۰۰۶ در مسابقهٔ فینال NRL به میدان رفت، اما تیمش شکست خورد. در سال ۲۰۰۸ و در اوج شهرت، ویلیامز به صورت جنجالی و بدون اطلاع قبلی باشگاه، قرارداد خود را فسخ کرد و برای بازی در راگبی اتحادیه به فرانسه نقل مکان کرد.[۳] این اقدام منجر به یک dispute حقوقی طولانی شد.
او در سال ۲۰۱۳ به NRL بازگشت و با تیم سیدنی روسترز قهرمانی NRL را در همان سال تجربه کرد.[۴] در اواخر دوران حرفه‌ای خود، یک فصل دیگر را نیز با بولداگز سپری کرد.

### راگبی اتحادیه (۲۰۰۸–۲۰۱۲، ۲۰۱۵–۲۰۱۸، ۲۰۱۹–۲۰۲۱)
ویلیامز در سال ۲۰۰۸ به راگبی اتحادیه روی آورد و با باشگاه فرانسوی تولوز قرارداد بست. پس از آن، برای بازی در سوپر راگبی نیوزیلند به کرایست چرچ پیوست و در سال ۲۰۱۲ با این تیم قهرمان سوپر راگبی شد.[۵]
او در سال ۲۰۱۰ برای تیم ملی راگبی اتحادیه نیوزیلند (آل بلکس) انتخاب شد و بخشی از تیم قهرمان جام جهانی راگبی ۲۰۱۱ در خانه بود.[۶] وی همچنین در فینال جام جهانی راگبی ۲۰۱۵ حضور داشت که نیوزیلند به مقام نایب‌قهرمانی رسید. او پس از یک وقفه کوتاه برای بازگشت به راگبی لیگ، دوباره به راگبی اتحادیه و آل بلکس بازگشت.
او همچنین در لیگ برتر راگبی با تیم‌های چیبا در ژاپن و تورونتو وولفپک در کانادا بازی کرد.

### راگبی ۷ نفره و المپیک
ویلیامز برای رقابت در راگبی ۷ نفره در بازیهای المپیک تابستانی ۲۰۱۶ به تیم ملی نیوزیلند پیوست.[۷] او به این تیم کمک کرد تا مدال طلای المپیک را در ریو دو ژانیرو کسب کند.

## حرفه بوکس
ویلیامز به صورت موازی با راگبی، یک حرفهٔ بوکس حرفه‌ای نیز داشته است. او اولین مبارزهٔ خود را در سال ۲۰۰۹ انجام داد و تا سال ۲۰۲۱ در این رشته فعال بود. رکورد حرفه‌ای او در بوکس ۹ برد (۴ ناک‌اوت) و بدون باخت است.[۸] او توانست عنوان قهرمانی سنگین‌وزن نیوزیلند را نیز به دست آورد.[۹]

## زندگی شخصی
ویلیامز در سال ۲۰۱۳ به دین اسلام گروید.[۱۰] او با آلانا رافائل ازدواج کرده و دارای چهار فرزند است. او به دلیل فعالیت‌های بشردوستانه و کمک‌های مالی به سازمان‌های خیریه نیز شناخته شده است.[۱۱]

## سبک بازی و میراث
سونی بیل ویلیامز به دلیل ترکیب بی‌نظیر قدرت فیزیکی، سرعت، مهارت در پاس‌دهی و توانایی شکستن خط دفاع حریف شناخته می‌شد. او یک بازیکن تغییردهندهٔ بازی بود که در هر دو کد راگبی به بالاترین سطوح دست یافت. نقل و انتقالات جنجالی او و توانایی‌های چندوجهی‌اش، او را به یکی از مشهورترین و بحث‌برانگیزترین ورزشکاران نسل خود تبدیل کرد.

## آمار حرفه‌ای

### راگبی اتحادیه برای آل بلکس
- تست کاپ‌ها: ۵۸ بازی
- امتیاز: ۶۰ (۱۲ ترای)
- سال‌های فعالیت: ۲۰۱۰–۲۰۱۹

### راگبی لیگ برای کیهواز
- تست کاپ‌ها: ۱۲ بازی
- امتیاز: ۲۰ (۵ ترای)
- سال‌های فعالیت: ۲۰۰۷–۲۰۱۳، ۲۰۱۷

### بوکس
- مجموع مبارزات: ۹
- برد: ۹
- برد با ناک‌اوت: ۴
- باخت: ۰
- تساوی: ۰

## افتخارات
راگبی اتحادیه
- نیوزیلند قهرمان جام جهانی راگبی (۲۰۱۱)
- نیوزیلند قهرمانی سوپر راگبی (۲۰۱۲ با کرایست چرچ)
- نیوزیلند قهرمانی آیتیام کاپ (۲۰۱۰، ۲۰۱۱ با کرایست چرچ)
- نیوزیلند جام سه ملت (۲۰۱۰)

راگبی لیگ
- نیوزیلند قهرمان جام جهانی راگبی لیگ (۲۰۱۳)
- استرالیا قهرمانی لیگ ملی راگبی (NRL) (۲۰۱۳ با سیدنی روسترز)
- استرالیا جام جهانی باشگاههای راگبی لیگ (۲۰۱۴ با سیدنی روسترز)

راگبی ۷ نفره
- {{{1}}} المپیک مدال طلا (۲۰۱۶)

بوکس
- نیوزیلند قهرمان سنگین‌وزن نیوزیلند (NZNBF)